# Tweede Kamerverkiezingen 2002/Kandidatenlijst/PvdT
Dit is de kandidatenlijst voor de Tweede Kamerverkiezingen 2002 van de Partij van de Toekomst. De partij deed mee in 17 van de 19 kieskringen.
1. Johan Vlemmix - 4.558 stemmen
2. M.J.P. Tijssen - 305
3. J.J.G. Prinssen - 228
4. R.A.A.M. Hugens - 99
5. K.A. van de Kuinder - 96
6. H.J.J. Hartmann - 160
7. Rik Wamelink - 83
8. M.J.F. Rijkers - 82
9. E. de Jong - 101
10. W.G.J. Plat - 101
11. R. Scheiuit - 205
12. H.T.J. te Wildt - 66
13. A.J.A. Rennenberg - 309

PvdA · VVD · CDA · D66 · GroenLinks · SP · SGP · VSP · NMP · PvdT · VIP & Ouderenunie · ChristenUnie · Duurzaam Nederland · Leefbaar Nederland · LPF · Republikeinse Volkspartij
2002 · 2003 · 2012